# 楚恩多夫
楚恩多夫是奥地利布尔根兰州滨湖新锡德尔县的一个市镇。总面积54.3平方公里，总人口1993人，人口密度36.7人/平方公里（2001年）。